# Tupolev Tu-128
Tupolev Tu-128 (kód NATO "Fiddler") byl sovětský dvoumotorový proudový stíhací letoun z 60. let 20. století, který zůstal dodnes nejtěžším stíhacím letounem na světě.

## Vývoj
Letoun vznikl jako reakce na nebezpečí, které hrozilo SSSR od amerického bombardovacího letectva operujícího ze severního a dálněvýchodního směru. V roce 1958 byl zadán požadavek na těžký stíhací letoun, který má dostatečně dlouhý dolet a který je schopen nést výkonný radiolokátor a rakety, které měly americké bombardéry sestřelit. Konstrukčně typ vychází z do služby nepřijatých experimentálních nadzvukových bombardérů Tupolev Tu-98. První prototyp poprvé vzlétl 18. března 1961 (posádka M. V. Kozlov a K. I. Malchasjan) a o šest dní později překonal rychlost zvuku výkonem 1,06 M. Dva stroje byly poprvé předvedeny veřejnosti v červnu 1961 na leteckém dnu v Tušinu.
V tomtéž roce začala sériová výroba, i když zkoušky nebyly řádně ukončeny. Ty začaly probíhat až v březnu roku následujícího. Letoun byl oficiálně zařazen do výzbroje 8. července 1965, přičemž u protivzdušné obrany byl označován jako Tu-28. Vzhledem k tomu, že měl bojovat především proti americkým strategickým bombardérům, byl dislokován především na Dálném východě a v severských částech SSSR. Ve službě tento letoun nahrazoval především starší typy Jakovlev Jak-25 a MiG-19.
Celkem bylo v letech 1962–1971 vyrobeno 188 kusů a letoun neprovozoval žádný zahraniční uživatel. V sedmdesátých letech docházelo k postupné modernizaci již vyrobených letounů, kdy byl namísto původního radiolokátoru RP-S „Směrč“ instalován modernější radiolokátor verze RP-SM „Směrč-M“, nové bloky pro spojení s pozemními naváděcími stanicemi, zesílené závěsníky pro rakety a nová moderní radiostanice R-846. Pro modernizované Tu-128M byly vyvinuty vylepšené řízené střely R-4RM a R-4TM s větším dosahem. První kus modernizovaného Tu-128M vzlétl 15. října 1970 a modernizace postupně probíhaly až do roku 1979. V polovině 80. let začaly tento typ nahrazovat stroje typu MiG-31. Počátkem 90. let tvořilo několik desítek kusů zálohu sil protivzdušné obrany. Ze služby byl typ vyřazen do roku 1992.

## Konstrukce

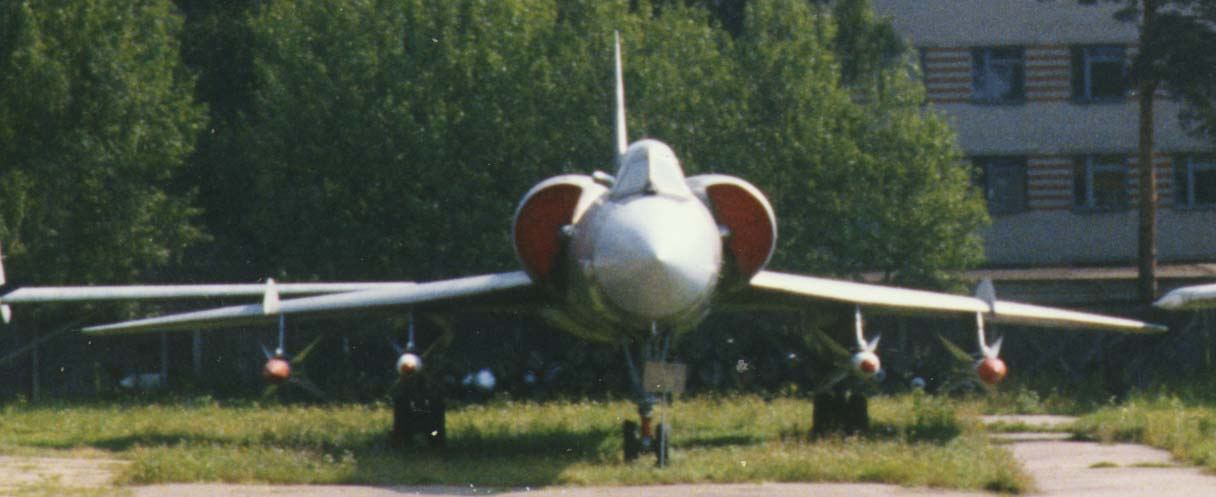
Tu-128 v muzeu v Moninu v Rusku

Letoun měl velké šípové křídlo s tenkým profilem a negativním vzepětím. Ocasní plocha byla jednoduchá. Podvozek byl příďový, přičemž na každé z hlavních podvozkových nohou, které byly umístěny v křídelních gondolách, byla čtyři kola. Letoun poháněla dvojice motorů Ljulka AL-7F-2, jejichž nasávací otvory byly po stranách trupu před hranou křídla. Dvoučlenná posádka seděla v tandemu za sebou.
Pro letoun byly vyvinuty řízené střely vzduch-vzduch typu Bisnovat K-80, později přeznačené na R-4 (v kódu NATO AA-5 „Ash“). Střela existovala ve verzi R-4R s poloaktivní radarovou hlavicí a verzi R-4T s infračervenou naváděcí soustavou. Letoun jich nesl celkem čtyři kusy. Hlavňovou výzbroj typ neměl.

## Služba
Jedinou veřejně ohlášenou bojovou operací Tu-128 bylo zničení průzkumných balónů NATO. Letoun zůstal ve službě až do roku 1990. Od 80. probíhala u jednotek vyzbrojených Tu-128 výměna za letouny MiG-31, které disponovaly mnohem pokročilejšími senzory a zbraňovými systémy.

## Varianty

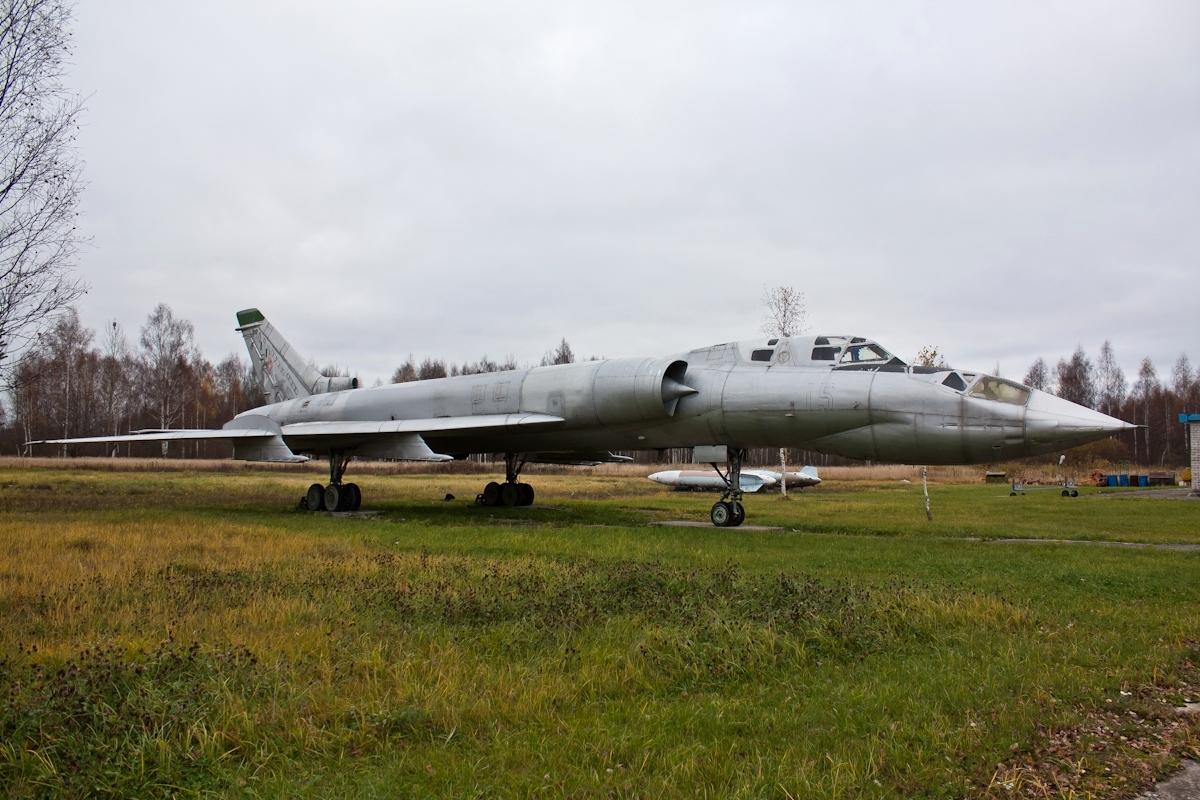
Tupolev Tu-128UT

- Tu-102 - testovací prototyp (1 kus)
- Tu-28P ('Fiddler-A') - první sériový typ
- Tu-128 ('Fiddler-B') - finální verze pro sériovou výrobu
- Tu-128UT - výcviková verze s dodatečným kokpitem instruktora v místě radaru (10 ks a 4 ks vzniklé přestavbou sériových strojů)

### Zamýšlené
Tu-28A
Nový vývoj, nerealizován
Tu-28-80
Vývojové označení, nerealizován
Tu-28-100
Vývojové označení, nerealizován
Tu-138
Projekt modernizované verze, nerealizován
Tu-148
Projekt modernizované verze s výkonnějšími motory RD-36-41, měnitelnou geometrií křídla a dvounásobným doletem. Nerealizován ve prospěch typu MiG-31.

## Uživatelé
Sovětský svaz
- Vojska protivzdušné obrany SSSR (nikdy nevyvážen)

## Specifikace (Tu-128M)

### Technické údaje
- Osádka: 2
- Délka: 30,06 m
- Rozpětí: 17,53 m
- Výška: 7,07 m
- Nosná plocha: 96,94 m²
- Hmotnost prázdného letounu: 25 850 kg
- Max. vzletová hmotnost: 43 620 kg
- Pohonná jednotka:  2 × proudový motor Ljulka AL-7F-2
  - Tah motoru: 67 kN
  - Tah motoru s přídavným spalováním: 99 kN
- Měrná spotřeba paliva: 0,94 kg/kN/h
  - S přídavným spalováním: 2,2 kg/kN/h

### Výkony
- Maximální rychlost ve výšce 10 000 m: 1 910 km/h
- Maximální rychlost ve výšce 10 000 m s výzbrojí 4× R4: 1 665 km/h
- Dostup: 15 600 m
- Dolet: 2 565 km
- Délka vzletu: 1 350 m
- Dojezd po dosednutí: 1 050 m

### Výzbroj
- 2 × řízená střela Bisnovat R-4RM
- 2 × řízená střela Bisnovat R-4TM
- Hmotnost jedné rakety: 512 kg